# Hydrierwerk Zeitz

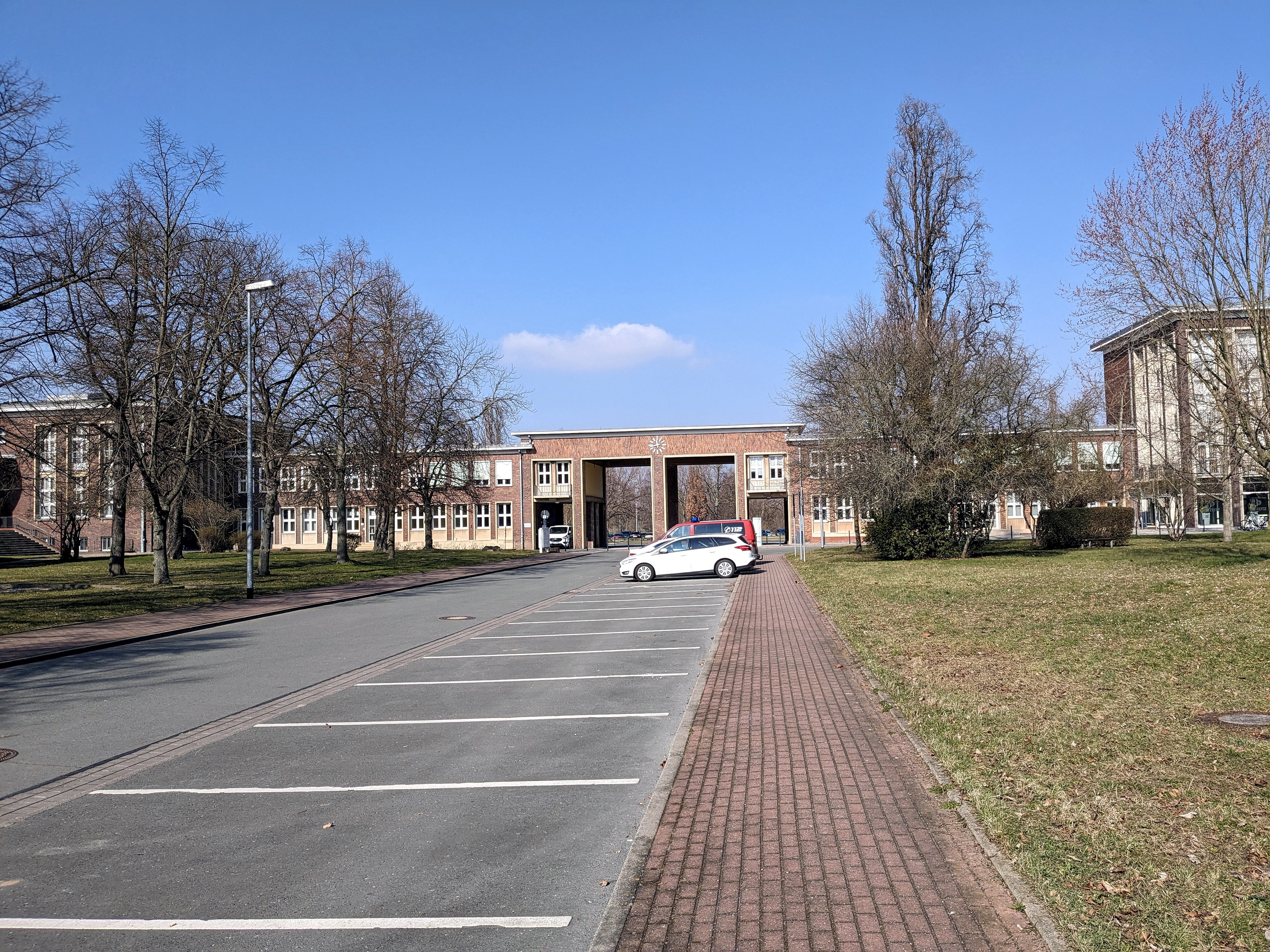
Das aus den Gründungsjahren stammende Haupttor mit Verwaltungsgebäuden des ehemaligen Hydrierwerks Zeitz (2024)

Das Hydrierwerk Zeitz war ein Chemiewerk in Tröglitz bei Zeitz im heutigen Sachsen-Anhalt. Über 50 Jahre wurden hier aus Braunkohlenteer synthetische Kraftstoffe, Heiz- und Schmieröle, Treibgase, Leuchtöle, Paraffine, Phenole hergestellt. Die großindustriellen Anlagen zur Kohleverflüssigung errichtete 1937/38 die Brabag im Zuge der nationalsozialistischen Autarkiebestrebungen. Nach dem Zweiten Weltkrieg lieferte das Werk über acht Jahre lang Treibstoffe als Reparationsleistung für die Sowjetunion. 1954 folgte die Überführung in einen Volkseigenen Betrieb der DDR und 1970 die Eingliederung in den Verband des VEB Petrolchemisches Kombinat Schwedt.
Neben dem im Bergius-Pier-Verfahren betriebenen Hydrierwerk ging 1974 eine Erdölraffinerie in Produktion. Zu den bekanntesten Konsumgütern während der DDR-Zeit zählten die Produkte der Marke Hyzet. 1990 wurde die Verarbeitung kohlechemischer Rohstoffe eingestellt. 1995 folgte die Stilllegung der Erdölverarbeitung und 1996 die Schließung des gesamten Chemiewerks. Auf einem Teil des ehemals 232 Hektar großen Betriebsgeländes befindet sich heute der Chemie- und Industriepark Zeitz.

## Braunkohle-Benzin AG Werk Brabag-Zeitz

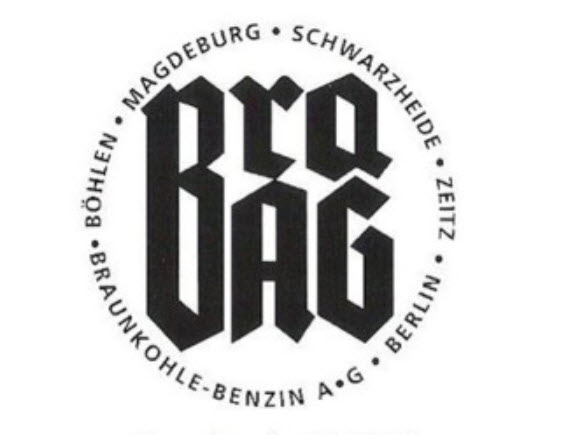
Firmenlogo der Brabag

Der weltweit erstmals im industriellen Maßstab erzeugte synthetische Kraftstoff war ab 1927 das aus Kohle hergestellte Leuna-Benzin. Die Realisierung mit dem Ziel von Autarkie konnte nur durch staatliche Eingriffe gewährleistet werden. Eine durch die Regierung Brüning (1930–32) veranlasste Zollerhöhung für Benzin sollte neben höheren Staatseinnahmen einen rentablen Absatz des synthetischen Kraftstoffs in Deutschland erzielen.
Eine weitere Subventionierung sicherte der im Dezember 1933 abgeschlossene Benzinvertrag zwischen der neuen Reichsregierung und der IG Farben, indem das Reichswirtschaftsministerium Preis- und Absatzgarantien übernahm. Um den stetig wachsenden Treibstoffbedarf zu decken, folgte am 26. Oktober 1934 die Gründung der halbstaatlichen Braunkohle-Benzin AG (Brabag) mit Sitz in Berlin. Das Unternehmen errichtete vier großindustrielle Kohleverflüssigungsanlagen zur Herstellung synthetischer Kraft- und Schmierstoffe unter Verwendung von Braunkohle. Die drei ersten entstanden 1935/36 in Böhlen, Magdeburg-Rothensee und Schwarzheide.
Für die Errichtung eines Werks in unmittelbarer Nähe zur Stadt Zeitz hatte sich unter anderem schon im Oktober 1934 der Landrat des Landkreises Zeitz in einer Petition eingesetzt. Darin hob er die Notwendigkeit der Schaffung von Arbeitsplätzen im zu dieser Zeit noch stark von der KPD geprägten Zeitz-Weißenfelser Braunkohlerevier sowie die günstige Verkehrslage und die Vorzüge bei der Versorgung mit Rohstoffen aus den umliegenden Tagebauen der Werschen-Weißenfelser Braunkohlen AG, der AKW, der DEA, der Mitteldeutsche Stahlwerke AG und der A. Riebeck’sche Montanwerke AG hervor. Das Reichswirtschaftsministerium stimmte der Wahl des Standortes schließlich zu und erteilte am 18. Dezember 1936 der Brabag die Genehmigung zur Errichtung eines weiteren Hydrierwerks knapp vier Kilometer von Zeitz entfernt in einem Seitental der Weißen Elster. Die korrekte Firmierung gemäß Gewerberegister und Geschäftsberichten lautete Braunkohle-Benzin-A.G. Werk Brabag-Zeitz.

### Aufbau

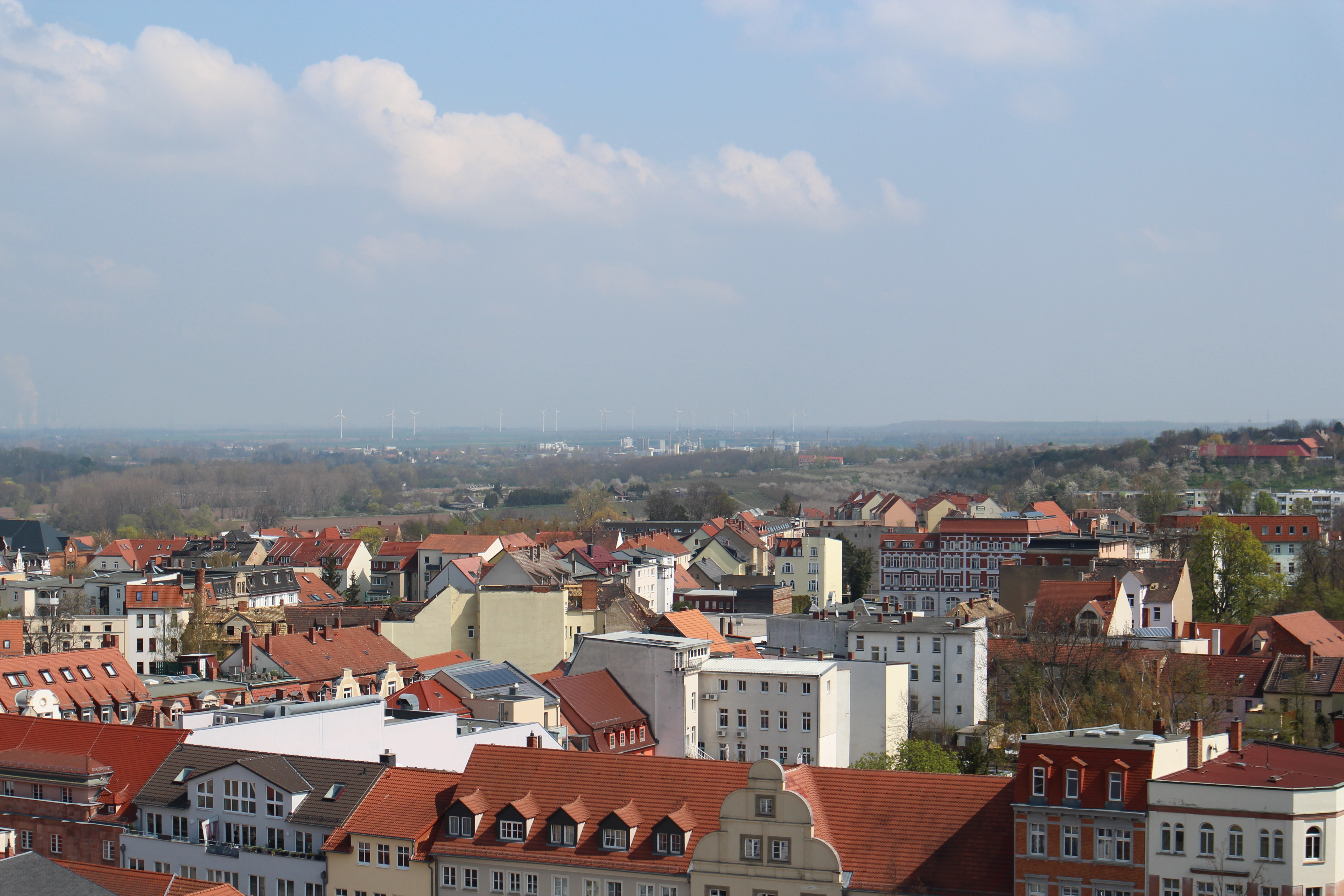
Blick vom Zeitzer Rathausturm zum Hydrierwerk

Der Bau der Anlagen begann am 1. Mai 1937. Das Werksgelände umfasste zunächst 130 Hektar und lag an der Straße Zeitz-Groitzsch am rechten Ufer der Weißen Elster. Zeitgleich mit der Errichtung des Werks entstanden für die Beschäftigten mehrere Arbeitersiedlungen in Tröglitz und angrenzenden Orten. Die Architekten konnten großzügig planen, da sie lediglich das Landschaftsprofil, die vorgefundenen Bodenverhältnisse und den Kostenrahmen zu berücksichtigen hatten. Im Wesentlichen orientierte sich die Gestaltung der Wohnbebauung an der nationalsozialistischen Gartenstadtkonzeption und kann als großzügig bezeichnet werden. Das gilt sowohl für die Zuschnitte der Wohnungen selbst als auch für die Grundstücksgrößen und die Infrastruktur insgesamt.
Führender Architekt und Landschaftsplaner der Siedlungen war Gustav Allinger, der auch die Verwaltungsgebäude für das Werk sowie weiträumige Park- und Sportanlagen entwarf, nebst kleinem Wald und Naturbad in der zwei Kilometer vom Werk entfernten Belegschaftssiedlung in Rehmsdorf. Den Großteil des für die Baustelle notwendigen Areals hatte die Brabag durch den Ankauf mehrerer Felder von einem Tröglitzer Erbhofbauern erworben. Dazu gehörte ferner ein Gehöft, das zu einem Feierabendhaus und vielseitiger Erholungs-, Seminar- und Sportstätte für die Belegschaft umgebaut wurde.
Zwischen 1937 und 1940 entstanden vier neue Siedlungen: zwei in Rehmsdorf mit 71 Einfamilienhäusern für Meister und Ingenieure, eine in Burtschütz mit 140 Siedlungshäusern und 112 Volkswohnungen sowie eine in Techwitz mit 458 Wohnungen in überwiegend zweigeschossigen Mehrfamilienhäusern. Alle Wohnungen hatten vier bis fünf Zimmer und verfügten größtenteils bereits über Bäder und Warmwasserheizung. Zudem erhielten die Werkssiedlungen eine eigene Volksschule, eine Kindertagesstätte, eine Mütterberatungsstelle, mehrere Verkaufsstellen und weitere Gemeinschaftseinrichtungen – unter anderem eine Werkssparkasse, eine Betriebskrankenkasse, mehrere Werksküchen und Kantinen, eine Sanitätsstation mit eigenen Werksärzten, inklusive zahnärztlicher Abteilung, Röntgenabteilung, Unfallstation, einer Apotheke und arbeitsmedizinische Einrichtungen für Vorsorgeuntersuchungen. 1943 folgte die Eingliederung von Burtschütz und Techwitz in die Gemeinde Tröglitz.
Wie alle Brabag-Werke erwarb der Standort Zeitz das Prädikat Nationalsozialistischer Musterbetrieb. Dieser deutschlandweit geführte „Leistungskampf der Betriebe“ diente nicht zuletzt der Steigerung von Produktivität und Leistungskraft, zeichnete sich aber auch durch besondere soziale Leistung für die Belegschaft aus, beispielsweise durch überdurchschnittliche Bezahlung, vorbildlichen Arbeitsschutz, Vorsorgeuntersuchungen, Weiterbildungsmöglichkeiten, KDF-Urlaubsreisen, Betriebsausflüge, Gefolgschaftsabende, Betriebssportgemeinschaften etc. Fast 60 % der angeworbenen Arbeitskräfte waren oder wurden Mitglied der NSDAP. Insgesamt war die Brabag-Belegschaft an allen Standorten sehr jung.
Während der 18-monatigen Bauzeit der Fabrikanlagen und Siedlungen fanden etwa 60.000 Menschen Arbeit. Rund 50 Liefer- und Montagefirmen beteiligten sich bei der Errichtung der Anlagen, darunter die AEG, Deutsche Babcock AG, IG Farben Ludwigshafen (BASF), Koppers AG sowie die Linde AG. In Spitzenzeiten arbeiteten 5600 Handwerker diverser Bau- und Metallgewerke gleichzeitig auf der Baustelle. Die Bau- und Montageleitung oblag bis zur offiziellen Inbetriebnahme des Werks Herbert von Felbert, dem Betriebsführer des Brabag-Werks in Böhlen. Im Herbst 1938 waren alle Produktionsanlagen rohbaufertig, so dass am 21. Oktober 1938 in Anwesenheit von Matthias Pier, dem Miterfinder des IG-Hydrierverfahrens, und Joachim Eggeling, dem Gauleiter von Halle-Merseburg, das Richtfest stattfinden konnte.
Zum Zeitpunkt der Fertigstellung rechnete die Werksleitung mit rund 1800 festangestellten Arbeitskräften. Die Ingenieure, Chemiefacharbeiter und Meister kamen vorwiegend aus Betrieben der IG Farben und aus den drei anderen Werken der Brabag. Das Anlagenpersonal stammte aus allen damaligen Teilen des Deutschen Reichs, besonders aus strukturschwachen Gebieten der Ostmark und Oberschlesien. Beim Aufbau sowie der Instandhaltung von Anlagen wurde auf die bereits in anderen Großunternehmen bewährte Praxis der Einrichtung dezentraler und zentraler Werkstätten zurückgegriffen. Damit war in verschiedenen Bereichen die jeweilige Liefer- und Montagefirma vertraglich nicht nur für die Baumaterialbeschaffung, sondern zugleich für die Personalbeschaffung der instandzuhaltenden Anlagen verantwortlich. Diese Trennung fand selbst bei Betriebsstörungen und später beim Wiederaufbau nach Luftangriffen Anwendung.

### Produktion
Am 2. Januar 1939 nahm das Hydrierwerk Zeitz offiziell den Betrieb auf. Zum Betriebsführer wurde der promovierte Chemiker Hans K(C)arl Wille verpflichtet, der bis 1945 gleichzeitig als stellvertretender Betriebsführer aller Brabag-Werke wirkte. Dabei war die Dezentralisierung der Verwaltung ein wesentliches Merkmal der Brabag-Werke. Zwar leitete die Berliner Hauptverwaltung den Aufbau und die Inbetriebnahme der Anlagen, nach der betriebswirtschaftlichen Konsolidierung übernahm jedoch jedes Werk die kaufmännische und verwaltungstechnische Führung selbstständig.
Zur Absicherung der Produktion schloss das Werk Zeitz eigene Lieferverträge für Roh- und Hilfsstoffe ab. Hauptlieferanten für Braunkohlenteer, Grudekoks und Leichtöl waren die Schwelerei der A. Riebeck’sche Montanwerke AG in Deuben, die Schwelereien der ASW in Böhlen und Espenhain sowie die Schwelerei in Profen. Die Hilfsstoffe (Additive) kamen unter anderem von der IG Farben Ludwigshafen, den Leunawerken, den Hüttenwerken Kayser und den Lautawerken.
Alle Werke der Brabag verfügten neben den Hydrieranlagen über eigene Kohlekraftwerke zur Stromerzeugung, Verladestationen, Abwasserreinigungsanlagen, Schwefelgewinnungsanlagen, Laboratorien, Wassergaserzeugungs-, Kontaktwasserstoff-, Gasreinigungs- und Kompressionsanlagen, Gasbehälter, Tank-, Teerschleuder-, Destillations- und Pumpenanlagen, ferner Reaktionskammern, Tanklager für Halb- und Fertigprodukte.
Eine kontinuierliche Kraftstoffherstellung erfolgte ab März 1939. Der Durchsatz der Anlagen war auf jährlich 200.000 Tonnen synthetischer Flüssigprodukte konzipiert, mit der Erweiterungsoption auf 300.000 Tonnen. Davon sollten jährlich produziert werden:
- 45 % Dieselkraftstoff
- 15 % Benzin
- 15 % Schmieröl
- 15 % Paraffin
- 10 % andere synthetische Produkte[2]

Die Raffination fand im Hydrierwerk Zeitz im TTH-Verfahren statt, einer Variation des Bergius-Pier-Verfahrens. Bei der Tieftemperaturhydrierung (TTH) erhielten die gelieferten Teere in gemischter Flüssig- und Gasphase mittels festen Katalysatoren eine raffinierende Behandlung mit Wasserstoff. Bei diesem Prozess wandelt sich der im Teer enthaltene Asphalt und Harz in Kohlenwasserstoffe um, wobei sich Sauerstoff-, Schwefel- und Stickstoffverbindungen absondern, aber die hochmolekularen Anteile aufgrund der niedrigen Temperaturen erhalten bleiben. Als Katalysator verwendeten die Zeitzer Chemiker (von 1939 bis 1990) Wolframsulfid und Nickelsulfid auf Aluminiumoxid als Träger, die in flüssiger Form bei 350 °C und 300 Bar in Benzin, Dieselöl, Schmieröl und Paraffin übergehen.
Mit Ausbruch des Zweiten Weltkrieges am 1. September 1939 erfolgte eine Umstellung der Produktion. Ab diesem Zeitpunkt erzeugte das Zeitzer Brabag-Werk nahezu ausschließlich Dieselöl für die Kriegsmarine. Fahrbenzin oder Flugbenzin wurden während des Zweiten Weltkriegs im Hydrierwerk Zeitz nicht hergestellt. Allerdings konnte in der Luftzerlegungsanlage mittels nachträglich eingebauter Hochdruckverdichter und Kühlvorrichtungen Flüssigsauerstoff produziert werden, den das Werk ab 1944 unter strengster Geheimhaltung nach Peenemünde lieferte. Dort fand er für die V1 und V2 als Treibstoff Verwendung.
In die Entstehungsphase des Werks fielen noch zwei Besonderheiten, die von der Brabag-Zentrale in Berlin initiiert waren und fortan für alle Standorte gelten sollten:
- für die Projektierung von Anlagenergänzungen wurde in Böhlen die Ingenieurtechnische Zentrale geschaffen
- für die Instandsetzung der Hochdrucköfen und Regeneratoren wurde ebenfalls in Böhlen eine konzerneigene Hochdruckwerkstatt aufgebaut.[2]

Die Ingenieurtechnische Zentrale verlor bei der Projektierung und dem Bau von Anlagen schon in den ersten Kriegsjahren weitgehend an Bedeutung. So trat im April 1942 im Rahmen des sogenannten Speer-Programms die Zentrale Planung der Kriegswirtschaft in Kraft, wonach alle Neubauten, deren Inbetriebnahme vor Ende 1943 nicht gesichert war, zurückgestellt werden mussten. Davon war auch das Werk Zeitz betroffen, das unter anderem mit Koppers den Bau einer zusätzlichen Kohlenstaubvergasungsanlage zur Erzeugung von Wassergas geplant hatte. Obwohl hierfür bereits von August 1941 bis April 1942 ein Vergabeverfahren über 50 Millionen RM lief, musste auf Anweisung des Reichsministeriums für Bewaffnung und Munition die Durchführung der Werkserweiterung ad acta gelegt werden.
Um die Erzeugung von flüssigem Treibstoff aus Kohle und Teer zu steigern, existierten noch andere Erweiterungspläne. Insbesondere die Integration einer DHD-Anlage sah im Hydrierwerk Zeitz eine Kapazität von jährlich 240.000 Tonnen Flugbenzin (Alkylat und Isooctan) vor, wobei 70.000 Tonnen aus eigener Produktion und 170.000 Tonnen aus dem Werk Magdeburg verarbeitet werden sollten. Der kriegsbedingte Material- und Personalmangel sowie die ab Mai 1944 einsetzenden schweren Luftangriffe auf Zeitz verhinderten die Fertigstellung der Ausbauprojekte endgültig. Letztlich erreichte das Werk Zeitz selbst die in der ursprünglichen Bauphase geplante Kapazität von 300.000 Jahrestonnen synthetischer Kraftstoffe nicht. Bis 1943, dem höchsten Produktionsjahr während des Zweiten Weltkriegs, konnten die Anlagen auf eine Jahresleistung von maximal 262.000 Tonnen gesteigert werden. Dabei handelte es sich bis Kriegsende zu fast 100 % um Schiffsdiesel.
Diese Produktionsmenge genügte dennoch zum Erreichen einer Spitzenstellung in der Hierarchie der deutschen Mineralölerzeuger. Bei einer umgerechneten Monatsproduktion von rund 20.000 Tonnen war das Hydrierwerk Zeitz der wesentliche Produzent von Schiffsdiesel für die deutsche U-Boot-Waffe. Zur Einordnung: Mit vollen Tanks und etwa 140 Tonnen Diesel hatte ein Typ VIIC eine Reichweite von 6500 Seemeilen – genug für einen wochenlangen Einsatz im Nordatlantik. Die Besatzungen deutscher U-Boote nannten den geruchlosen, kälteunempfindlichen, ruß-, kohlenmonoxid- und schwefelfreien Synthese-Diesel umgangssprachlich Brabagöl. Die gesamte Marine benötigte 1943/44 monatlich 55.000 Tonnen Diesel- und 95.000 Tonnen Heizöl. Dem Hydrierwerk Zeitz entstammten 37 % der gesamten deutschen Schiffsdieselproduktion. Weitere Lieferanten waren Schwelereien, die im Blasendestillationsverfahren ebenfalls Diesel sowie Schwer- und Heizöl herstellen konnten. Auch Fischer-Tropsch-Anlagen, wie das Brabag-Werk in Schwarzheide, stellten Synthese-Diesel her. Deren Produktionsschwerpunkte waren jedoch Paraffin-Gatsch, Kogasin, Ligroin, Waschbenzin und Wundbenzin.

### Arbeitskräfte
Schon kurze Zeit nach Inbetriebnahme des Hydrierwerks erwiesen sich die Personalplanungen als hinfällig, da mit Ausbruch des Zweiten Weltkriegs am 1. September 1939 bereits 23,5 % der männlichen Belegschaft einen Einberufungsbefehl erhielt. Zunächst konnten die fehlenden Fachkräfte mit geringer qualifizierten deutschen Aushilfen ersetzt werden. Die Einstellung vieler ungelernter Arbeitskräfte führte zu einem noch größeren Personalbedarf, weil für die Einarbeitung zusätzlich Personal, Zeit, Verwaltung, Schulungen und Mehrfachprüfungen nötig waren.
Am 26. August 1940 warf die Royal Air Force vier Bomben auf das Werksgelände. Die dabei entstandenen Schäden hatten keine Auswirkung auf die Produktion. Ein zweiter Angriff mit geringfügigen Bombentreffern im Bereich der Gleisanlagen folgte am 18. November 1940. Nach diesen Raids blieb das Werk über vier Jahre von Bombenangriffen verschont. Gravierende Auswirkungen auf die Produktion hatte im September 1940 ein falsch geschlossenes Ventil in der Gaserzeugung, was zu einem Großfeuer in drei Betriebsteilen durch Sauerstoffdurchbrüche in den Gasleitungen und zu mehreren Explosionen führte. Diese Betriebsstörung verursachte einen mehrwöchigen Produktionsausfall. Spätestens ab diesem Zeitpunkt war das zuständige Arbeitsamt in Zeitz nicht mehr in der Lage, die einberufenen Arbeitskräfte mit einheimischen Personal zu ersetzen.
Stattdessen erhielten – wie alle deutschen Großunternehmen – die Werke der Brabag ab Juli 1940 durch ausländische Vermittlerfirmen angeworbene Fremdarbeiter zugewiesen. Hierbei handelt es sich zunächst um Belgier, Holländer, Franzosen und Italiener, deren Einsatz auf der Grundlage von Arbeitsverträgen erfolgte. Diese Zivilarbeiter kamen freiwillig nach Deutschland, oft unter dem Druck hoher Arbeitslosigkeit in ihren Herkunftsländern. Je nach Qualifikation waren sie in nahegelegenen Wohnbaracken oder in Privatquartieren untergebracht. Ihre Arbeitsverträge entsprachen im Wesentlichen denen ihrer deutschen Kollegen inklusive Sozialleistungen wie Krankenbehandlung, bezahlte Krankheitstage, Urlaub und zusätzliche Familienheimfahrten. Dennoch brachen viele der überwiegend jungen ausländischen Arbeitskräfte ihre Beschäftigung in Deutschland nicht selten nach wenigen Wochen wieder ab, so dass eine Regelmäßigkeit und damit eine Planbarkeit beim Einsatz der ausländischen Vertragsarbeiter zu keinem Zeitpunkt gegeben war.
Ab Oktober 1942 verzeichnet die Statistik für das Hydrierwerk Zeitz einen zunehmenden Einsatz von Vertragsarbeitern aus den von der Sowjetunion im Juni 1940 annektierten Gebieten. Dazu zählten unter anderem Metallfacharbeiter, Elektriker, Baufach- und Hilfsarbeiter, Kraftfahrer und Küchenpersonal aus Estland, Lettland, Litauen, Ostgalizien, Bessarabien und der Bukowina. Es handelte sich auch bei diesen Arbeitskräften weder um Zwangsarbeiter, noch Kriegsgefangene oder sogenannte Ostarbeiter. Die Beschäftigungsverhältnisse beruhten auf Grundlage von Arbeitsverträgen, wie sie auch für Deutsche galten. Die Betriebsleitung setzte weitgehend auf „freie Ausländer“. Nachweislich waren im Juli 1944 unter der „Gesamtgefolgschaft“ des Werkes Zeitz von 2991 Personen 755 Zivilarbeiter.

### KZ-Häftlinge
Zwei Wochen vor der Invasion in der Normandie begann die alliierte Luftoffensive auf die deutsche Treibstoffindustrie. Zwischen dem 12. und 29. Mai 1944 flogen rund 1000 schwere US-Bomber konzentrierte Angriffe gegen alle Raffinerien und Treibstoffwerke im deutschen Einflussbereich. Sämtliche Anlagen waren danach erheblich, meist total zerstört. Daraufhin ordnete Adolf Hitler am 30. Mai 1944 „Sofortmaßnahmen zur Wiederinbetriebnahme und zum Schutz der Hydrierwerke“ an. Es entstand der Mineralölsicherungsplan, ein Geheimprojekt, für dessen Umsetzung rund 350.000 Menschen, darunter Schätzungen zufolge 50.000 KZ-Häftlinge, zum Einsatz kamen.
Die schwersten Schäden erlitten gleich am ersten Tag der Angriffe die Hydrierwerke in Zeitz, Böhlen, Leuna und Lützkendorf. Das Brabag-Werk Zeitz meldete 96 Tote, eine große Anzahl von Schwerverletzten und einen Produktionsausfall von 600 Tonnen Treibstoff pro Tag. Sofort begann mit werkseigenen Kräften sowie mit Personal der Liefer- und Montagefirmen, Angehörigen des RAD, der Technischen Nothilfe und der Luftschutzpolizei die Instandsetzung der Anlagen. Am 28. Mai 1944, kurz bevor das Werk zur vollen Wiederinbetriebnahme bereit war, flogen rund 350 B-24 Liberator erneut Zeitz an. Von den 2500 abgeworfenen Bomben fiel etwa die Hälfte ins Werk. Schadensschwerpunkte waren das Tanklager und die Rohproduktaufarbeitung, durch die sich ein längerer Produktionsausfall abzeichnete.
Erst ab diesem Zeitpunkt erhielt das Brabag-Werk Zeitz für Aufräumarbeiten und die U-Verlagerung, wie alle Betreiber zerstörter Treibstoffwerke, KZ-Häftlinge zugewiesen. Vom 5. Juni 1944 bis zum 9. April 1945 existierte in unmittelbarer Nähe zum Werk ein Außenkommando des KZ Buchenwald. Das Lager bestand zunächst als Notunterkunft in einem Gasthof in Gleina, dann in einem von 200 holländischen Zwangsarbeitern errichtetem Zeltlager bei Tröglitz. Weitere Luftangriffe und der bevorstehende Winter begründeten den Bau von Baracken aus Ziegelsteinen in Rehmsdorf, deren Fertigstellung am 31. Dezember 1944 erfolgte. Die Bauleitung oblag der Organisation Todt. Das Lager wurde von der SS betrieben und trug SS-intern die Bezeichnung Wille – nach dem Namen von Dr. Wille, dem Leiter des Brabag-Werks Zeitz.
Einer der KZ-Häftlinge war der spätere Nobelpreisträger Imre Kertész, der seine Erlebnisse im Außenlager Wille in seinem Roman eines Schicksallosen fiktiv verarbeitete. Eingesetzt wurden die Häftlinge nicht in der Produktion, sondern ausschließlich zur Beseitigung der Bombenschäden. Nachdem das Werk am 12. August 1944 wieder vollständig in Betrieb gehen konnte, folgte vier Tage später der nächste Luftangriff. Die erneuten Aufbauarbeiten einschließlich der Inbetriebnahme zogen sich bis zum 30. September 1944 hin. Keine fünf Wochen später fand die nächste Bombardierung statt, überwiegend mit 500-kg-FAB. Spätestens ab diesem Zeitpunkt wurden KZ-Häftlinge verstärkt beim Abbau und Abtransport von Anlagenteilen für die U-Verlagerung eingesetzt.
Für die Brabag (gesamt) waren als unterirdische Produktionsstätten primär Schwalbe II bei Königstein im Elbsandsteingebirge und Schwalbe V bei Berga in Thüringen vorgesehen. Dort legten zwischen November 1944 und April 1945 Zwangsarbeiter und Tausende Bergarbeiter aus Sachsen sowie dem Rheinland Stollensysteme für die Errichtung unterirdischer Bergius-Pier-Anlagen an. Diese Bauvorhaben waren von Anfang an SS-Projekte und nicht der Brabag oder – wie bei anderen U-Verlagerungen – der Organisation Todt unterstellt. Die Finanzierung erfolgte durch die SS, die zugleich den Arbeitseinsatz der KZ-Häftlinge koordinierte. Dadurch kamen Häftlinge in Königstein sowie in Berga zum Einsatz, die zuvor oder daneben in den Brabag-Werken Böhlen, Magdeburg und Zeitz eingesetzt waren.
Die Arbeiten erfolgten unter strengster Geheimhaltung und unter Verwendung verschiedener Decknamen, was in der Forschung die Ermittlung über die Anzahl der KZ-Häftlinge in den einzelnen Brabag-Werken erschwert. So war Wille der Tarnname für das KZ-Außenkommando in Tröglitz-Rehmsdorf, aber auch für Schwalbe V. Zur Tarnung erhielt Schwalbe V neben Wille noch weitere Decknamen, unter anderem Braun & Co. und Ingenieurbüro Horst & Co. Böhlen sowie C1e. In den Brabag-Werken Böhlen, Magdeburg und Zeitz wurden Teile von Anlagen demontiert und für den Aufbau der unterirdischen Hydrierwerke verwendet. Die Produktionsanlagen in Königstein und Berga sollten am 1. August 1945 in Betrieb gehen.
Eine wissenschaftlich fundierte Forschungsarbeit über die Anzahl der im Brabag-Werk Zeitz eingesetzten KZ-Häftlinge liegt nicht vor. Dementsprechend weichen die Opferangaben erheblich voneinander ab. Als Zeitzeugen gaben Eugen Kogon und Walter Bartel in ihren Standardwerken zu Buchenwald unabhängig voneinander 2246 Häftlinge für das Außenkommando Wille an, von denen fast alle Juden waren. Nach 1990 wurden dann, ausgehend von einem ehemaligen Rehmsdorfer Lehrer, Opferzahlen verbreitet, die tendenziell schlecht recherchiert und stark unstimmig erscheinen. Die Spanne reicht seitdem von 2860 KZ-Häftlingen, bis zu 4250, über 8572, 8836, bis hin zu 9000. Sehr wahrscheinlich wurden bei diesen Angaben Brabag-Standorte, U-Verlagerungsprojekte und von Buchenwald rücküberstellte Häftlinge vermischt; überall fehlen Quellenangaben. In keinem Fall halten diese Zahlen einer Gegenüberstellung der anderen Brabag-Werke und noch weniger aller deutschen Treibstoffwerke stand, die nicht mehr oder minder als das Brabag-Werk Zeitz zerstört waren. So muss bei allen Erhebung berücksichtigt werden, dass die SS seit Juni 1944 Häftlinge des KZ Buchenwald nach Bombenangriffen unter permanenten Austausch bei Brabag- und anderen Hydrierwerken einsetzte.
Der fünfte und schwerste Luftangriff folgte am 16. Januar 1945. Über 1000 Bomben trafen das Werk, rund 2800 fielen auf die Umgebung. Die Siedlung Rehmsdorf und das Häftlingslager verzeichneten mehrere Volltreffer mit vielen Toten. Nachdem die Treibstoffproduktion am 28. März 1945 wieder aufgenommen werden konnte, führte der letzte Bomberangriff am 31. März 1945 nochmals zu erheblichen Schäden mit 110 Todesopfern und zur Einstellung der Produktion. Am 4. April 1945 erhielten alle Betriebsführer von Hydrier- und Synthesewerken den Befehl, produktionswichtige Teile auszubauen und Geheimunterlagen zu beseitigen. Zudem wurden alle Führungskräfte angewiesen, bei Feindbesetzung am Ort zu bleiben.

### Technologieraub
Am 13. April 1945 besetzten US-amerikanische Truppen das Werk. In den darauf folgenden Tagen und Wochen waren besondere Kommandos intensiv damit beschäftigt, nach Archiven, Tresoren, Forschungsarbeiten, Patentunterlagen und anderen wichtigen Dokumentationen zu suchen. Von der Werksleitung mussten ausführliche Berichte über Technologie, Kapazität, Zustand der Anlagen und die Auswirkungen der Bombenangriffe verfasst werden. Als noch amtierender Werksleiter und angeblich „führender Manager der deutschen Syntheseölproduktion“ wurde „Dr. Hans Carl Wille“ am 27. April 1945 US-amerikanischen Journalisten vorgeführt und sollte erklären, „warum das Deutsche Reich geschlagen wurde“. Auf Suggestivfragen über die „kolossale Wirksamkeit der USAAF-Luftangriffe“ antwortete er doppeldeutig:

„Wir versuchten, die Produktion in unserem von den Bomben zerstörten Werk immer wieder aufzunehmen, doch bevor wir diesmal mit der Produktion beginnen konnten, bewegte sich die First United States Army auf uns zu – in zwei bis drei Wochen könnten die Anlagen wieder auf vollen Touren laufen.“

Tatsächlich gelang es Werksangehörigen, Teile der Produktionsanlagen provisorisch zu reparieren, sodass am 10. Juni 1945 wieder ein selbst hergestelltes Teer-Leichtöl-Gemisch in die Hydrierkammern eingespritzt und damit die Produktion von synthetischen Kraftstoffen fortgesetzt werden konnte. Ende Juni 1945 hatte das Werk bereits eine Tagesleistung von 80 Tonnen Benzin und 100 Tonnen Diesel. Wenige Zeit später liefen die Anlagen auf 50 %. Gemäß dem Zonenprotokoll rückten bis zum 1. Juli 1945 die US-amerikanischen Streitkräfte aus Mitteldeutschland ab und überließen das Gebiet im Tausch mit West-Berlin der sowjetischen Besatzungsmacht. Bei ihrem Abzug nahmen die US-Truppen – auf freiwilliger Basis, aber auch per Zwang – Führungspersonal, Chemiker und Ingenieure mit. Nach dem Krieg veröffentlichte die US-Administration in verschiedenen Publikationen, dass noch nie zuvor eine so große Kriegsbeute gemacht wurde. Über die Praktiken des Raubes von materiellen Gütern, Patenten und wissenschaftlichen Forschungsergebnissen speziell im Hydrierwerk Zeitz existieren ausführliche Veröffentlichungen in US-amerikanischen Chemie-Fachzeitschriften.
Auch Hans Carl Wille gelangte in die Westzonen. Als Technischer Leiter der BASF baute er Anfang der 1950er-Jahre unter anderem in Puertollano südlich von Madrid Hydrieranlagen zur Erzeugung von Treib- und Schmierstoffen aus Schieferöl auf, wofür er den spanischen Zivilverdienstorden Encomienda erhielt. Die Anlagen waren von 1955 bis 1971 in Betrieb und liefen wie im Hydrierwerk Zeitz im TTH-Verfahren.

## SAG für Brennstoffindustrie Hydrierwerk Zeitz
Für die Unterhaltung ihrer Truppen außerhalb der UdSSR galt faktisch bis 1990 Stalins 1945 getroffene Anweisung: „Die Rote Armee versorgt sich üblicherweise aus dem jeweiligen Land selbst.“ Vor diesem Hintergrund hatte in der sowjetischen Besatzungszone (SBZ) der Wiederaufbau der Brennstoffindustrie absolute Priorität. Bereits am 2. Juli 1945 besichtigten Vertreter der SMAD das Werk. Auf deren Verlangen musste die noch anwesende Geschäftsleitung bis zum 11. Juli 1945 einen Bericht erstellen, zu welchem Zeitpunkt und unter welchen Voraussetzungen mit einer Produktionssteigerung gerechnet werden könne. Die Direktion veranschlagte für die Wiederinbetriebnahme von 100 % eine zweieinhalbmonatige Bauzeit bei Rückführung ausgelagerter Anlagen und Maschinen sowie bei entsprechender Bereitstellung von Personal, Material und Rohstoffen.
Nach Abgabe des Berichts wurden die bisherigen Mitglieder der Betriebsleitung verhaftet und das Werk unter die Zwangsverwaltung des neuen Landespräsidenten von Thüringen gestellt. Von vielen der Führungskräfte, die nicht rechtzeitig in die Westzonen entkommen konnten, ist das weitere Schicksal unbekannt. Mehrere wurden im Speziallager Nr. 2 in Buchenwald erschossen oder in die Sowjetunion verschleppt und gelten seitdem als vermisst.
Am 28. Juli 1945 schlossen Beauftragte Marschall Schukows mit den Treuhändern des Brabag-Werks Zeitz einen „Vertrag“, der beginnend ab August 1945 die monatliche Lieferung von 3800 Tonnen Benzin und 5700 Tonnen Diesel mit einer Steigerung ab Dezember 1945 auf monatlich 7200 Tonnen Benzin und 10.800 Tonnen Diesel vorsah. Für die Einhaltung der Termine hinsichtlich Wiederaufbau und Produktionsmengen war der von Schukow eingesetzte kommunistische Ministerpräsident des Landes Thüringen persönlich verantwortlich. Um an die für den Wiederaufbau notwendigen Materialien, wie Aggregate, Armaturen, Kessel, Pumpen, Schieber, legierte Spezialrohre, Tanks, zu kommen, gestattete die SMAD, diese aus den für die Sowjetunion zu demontierenden Betrieben zu entnehmen. Darunter befanden sich alle bereits in Schwalbe V eingebauten technischen Anlagen.
Trotz der schwierigen Nachkriegsverhältnisse konnten die Anlagen am 1. September 1945 wieder die volle Produktion aufnehmen. Im Januar 1946 ging das Werk in die Verfügungsgewalt der Provinz Sachsen und am 1. August 1946 laut Befehl Nr. 172 „über den Übergang von Unternehmungen in Deutschland in das Eigentum der UdSSR auf Grund der Reparationsansprüche“ in eine Sowjetische Aktiengesellschaft (SAG) über. Die Anlagen produzierten für die folgenden sieben Jahre nahezu ausschließlich für die sowjetische Armee. Die Firmierung lautete zunächst SAG für Brennstoffindustrie Halle und Zeitz; der Name wurde jedoch mehrmals geändert, schon Ende
- 1946 in SAG für Brennstoffindustrie Hydrierwerk Zeitz
- 1948 in SAG für Brennstoffindustrie GASOLIN, Hydrierwerk Zeitz
- 1949 in SAG für Brennstoffindustrie SMOLA, Hydrierwerk Zeitz
- 1950 in SAG für Brennstoffindustrie SYNTHESE, Hydrierwerk Zeitz
- 1952 in SAG für Brennstoffindustrie BRIKETT, Hydrierwerk Zeitz.[56][46]

### Opportunisten
Nach Abzug der amerikanischen Besatzer hatte die ehemalige Werksleitung den noch vorhandenen Personalbestand mit acht Chemikern, 15 Ingenieuren, 93 Meistern und 1580 Arbeitern beziffert. Gemäß dieser Ermittlungen, wurden für den Wiederaufbau weitere 1000 Arbeitskräfte (25 Büroangestellte, 25 Küchen- und Kantinenhilfen, 150 Schlosser und Elektriker, 300 Baufacharbeiter, 500 Metallhilfs- und Bauhilfsarbeiter) benötigt, deren Bereitstellung die SMAD bis Ende Oktober 1945 mit über 4000 zwangsverpflichteten deutschen Arbeitskräften aus anderen Unternehmen übertraf. Anschließend wurden alle Zwangsverpflichteten und große Teile der Stammbelegschaft durch Vertriebene und Umsiedler, überwiegend aus dem Sudetenland ersetzt. Nicht zufällig erfolgte die größte Ansiedlung von Sudetendeutschen in der Provinz Sachsen neben dem Landkreis Bitterfeld in den Landkreisen Weißenfels und Zeitz.
Zu diesem Zeitpunkt hatten die neuen Machthaber in der SBZ bereits einen tiefgreifenden gesellschaftlichen und wirtschaftlichen Transformationsprozess nach sowjetischem Vorbild eingeleitet, der mit großen Härten für die Bevölkerung verbunden war. Dabei halfen deutsche Kommunisten, die sich im sowjetischen Exil auf die Machtübernahme nach Kriegsende vorbereitet hatten, sudetendeutsche Kommunisten oder aus Konzentrationslagern befreite Genossen. Im November 1945 begann der planmäßige Transfer von deutschen kommunistischen Kadern. Innerhalb eines Jahres wurden unter anderem 17.053 kommunistische Familien, insgesamt 49.932 Personen, gezielt aus dem Sudetenland in die SBZ geschickt. Hinzu kamen 1800 ehemalige sudetendeutsche Sozialdemokraten, die sich schon in der ersten Tschechoslowakischen Republik für die Bildung einer Einheitspartei mit den Kommunisten ausgesprochen hatten. Die gesamte Aktion wurde auf der Grundlage eines Plans der SMAD in Kenntnis des Beneš-Regimes abgewickelt.
Anders als die Mehrzahl der aus der Tschechoslowakei vertriebenen Deutschen erfolgte die Überführung der pro-sowjetischen Handlanger in geordneten Verhältnissen. Diese Personen mussten nicht innerhalb von 30 Minuten ihr Zuhause verlassen, sie konnten vorbehaltlos Bargeldbestände, Gepäckstücke und ihren Hausrat, zum Teil mit sämtlichen Möbeln, mitnehmen. Die „Aussiedlung der Antifaschisten“, so die offizielle Bezeichnung der Aktion, erfolgte in beschlagnahmten Reisezugwagen nebst Gepäckwagen der Deutschen Reichsbahn.
Bei der Aktion kam es in Tröglitz zu einem schweren Eisenbahnunfall. Zu dieser Zeit ließ die SMAD das zweite Gleis der Bahnstrecke Zeitz–Altenburg als Reparation demontieren. In den frühen Morgenstunden des 1. November 1946 überfuhr im Bahnhof Tröglitz ein mit 255 Personen besetzter Zug in voller Fahrt den Prellbock eines Stumpfgleises und entgleiste. Die beiden ersten Waggons wurden völlig zerquetscht. 30 Menschen starben, auch Kinder waren unter den Opfern. Werksangehörige der Brabag begannen sofort mit Bergungsarbeiten und leisteten Erste Hilfe. 19 Schwerverletzte mussten im Zeitzer Krankenhaus intensivbehandelt werden. Viele Verunglückte konnten nur unter Zuhilfenahme von schwerem Schneidgerät geborgen werden. Es war der letzte sogenannte Antifaschistentransport aus der Tschechoslowakei.
Zu dem Bevölkerungstransfer zählte auch die gezielte Umsiedlung von Bergleuten mit ihren Familien aus dem Nordböhmischen Becken in das Zeitz-Weißenfelser-Braunkohlerevier. Ausdrücklich die Bergbaugebiete um Aussig, Komotau, Teplitz und Brüx galten in der Tschechoslowakei bis 1938 als Hochburgen der deutschen Kommunisten und Sozialdemokraten. Ferner befanden sich in Maltheuern unweit von Brüx die Sudetenländischen Treibstoffwerke, die vormals zu den größten deutschen Hydrierwerken zählten. Deren Chemiker, Ingenieure und Facharbeiter deutscher Nationalität mussten ebenfalls ihre Heimat verlassen. Viele von ihnen gelangten nach Tröglitz-Rehmsdorf, wo ein Großteil bis Februar 1948 Unterbringung in den einstigen Baracken des Häftlingslagers fand. Neuer Betriebsleiter des Hydrierwerks Zeitz wurde im November 1945 der sudetendeutsche Kommunist Franz Krause (1900–1954).
Nicht alle Sudetendeutsche, die im Hydrierwerk Zeitz und in den umliegenden Bergwerken Arbeit fanden, sind Kommunisten gewesen. Die Mehrzahl der Zugezogenen waren der römisch-katholischen Kirche zugehörig, welche den Kommunismus kategorisch ablehnte. So stieg die Zahl der Katholiken in Tröglitz und den umliegenden Orten von 350 im Jahr 1941 auf 4500 im Jahr 1947. Ihre Integration im Kernland der Reformation verlief keineswegs harmonisch. Allerdings gab es unter ihnen Gruppen, die genauso wie die sudetendeutschen Kommunisten und nicht wenige Sozialdemokraten in der „Umsiedlung“ – so ihr Sprachgebrauch – in die Sowjetische Besatzungszone weniger eine Strafe sahen, als die Chance für einen Neuanfang. Viele der Sudetendeutschen legten im Laufe der Jahre nicht nur den Dialekt, sondern auch ihre kulturellen und religiösen Eigenheiten ab. Mehrere fanden ihre Anerkennung als stramme Parteisoldaten.
Nichtsdestoweniger waren – wie bei der Brabag – speziell bei den Sudetenländischen Treibstoffwerken etliche Belegschaftsangehörige Mitglied der NSDAP. In der SBZ existierten diesbezüglich die am weitest gehenden Maßnahmen zur Reeducation: Die Säuberung umfasste das Entfernen grundsätzlich aller NS-belasteten und politisch „unzuverlässigen“ Personen aus öffentlichen Dienstverhältnissen sowie Staats- und systemrelevanten Betrieben und deren Ersetzen durch Personen mit kommunistischer oder zumindest „antifaschistischer Gesinnung“. Sämtliche Beschäftigte des Hydrierwerks wurden geprüft und nach der politischen Einstellung von Kollegen befragt, wobei es sowohl unter der ehemaligen Stammbelegschaft als auch unter den Sudetendeutschen zu Denunziationen kam. Die Unbelasteten erhielten einen sogenannten Werkpass ausgestellt, ohne den fortan niemand das hermetisch abgeriegelte Gelände betreten konnte. Zum Schutz vor Werwolf-Aktionen oder anderen Sabotageakten bekam der Werkschutz Verstärkung, anfangs durch Sowjetsoldaten, später durch Mitglieder des Betriebsrates und von 1953 bis 1989 durch eine Arbeiterwehr beziehungsweise Betriebskampfgruppe.
Die SAG-Betriebe wurden für die deutschen Werktätigen zu Schulen der sowjetisch-sozialistischen Arbeit und Betriebsführung. Wer sich von den Zeitzer Hydrierwerkern konform verhielt, wurde großzügig von allen zuständigen Stellen belohnt und unterstützt. Die Löhne und Gehälter blieben in gleicher Höhe der Brabag-Tarife bestehen. Auf Befehl der SMAD erhielten alle Arbeitskräfte nicht nur die sowjetische Verpflegungskategorie II, sondern auf persönliche Anordnung von Generalmajor Kotikow die doppelte Berliner Ration und zahlreiche Sonderzuteilungen, da das Werk „seine Norm und heroische Arbeitsleistung“ für die Kraftstoffversorgung der Gruppe der Sowjetischen Besatzungstruppen in Deutschland erfüllte.
Bis März 1946 stieg die Anzahl der Beschäftigten auf 6300, wovon 1200 Mitglied der KPD waren. Damit besaß die KPD-Betriebsgruppe des Hydrierwerks im gesamten Kreis Zeitz eine organisatorische Überlegenheit und konnte im Zuge der Zwangsvereinigung von SPD und KPD zur SED die Sozialdemokraten bei der Wahl der Kandidaten für den Vereinigungskongress überstimmen.
Im Dezember 1947 sank der Personalbestand auf rund 5000 und pendelte sich später bei kontinuierlich 4000 ein. Die Stärke der Betriebsparteiorganisation selbst, blieb über 40 Jahre unverändert. Noch im Spätherbst 1989 gehörte jeder dritte Beschäftigte im Hydrierwerk Zeitz der SED an. Allerdings trat ein Drittel der SED-Mitglieder bis Anfang Dezember 1989 aus der Partei aus, genauso schnell wie die zahlreichen Opportunisten, Mitläufer oder Karrieristen die 1938 der NSDAP, 1945 der KPD und ab 1946 der SED beigetreten waren.

### Leistungssteigerung
Bis 1948 gab es im Werk an vielen Stellen Provisorien, wie auf dem Erdboden verlegte Rohrleitungen oder behelfsmäßig geflickte Kessel. Auf dem gesamten Betriebsgelände lagerten noch riesige Trümmerberge. Im Januar 1948 wurde die im Krieg stillgelegte Entparaffinierung und Nachverarbeitung repariert, sodass die Erzeugung von Paraffin und Schmieröl wieder aufgenommen werden konnte. Obwohl damit alle Anlagen wieder in Betrieb waren, fuhr das zusammengeflickte Werk unter dem Druck ständiger Leistungssteigerungen und damit auf Verschleiß. Am 29. Mai 1948 kam es zu einer Kohlenstaubexplosion im Kesselhaus mit 43 Toten und 90 Verletzten. Ein weiteres schweres Unglück ereignete sich am 13. September 1952 bei einer Explosion des Gaskompressorenhauses mit 36 Toten und 62 Verletzten. Die beiden Störfälle führten zu Produktionsausfällen von mehreren Wochen und zu Ermittlung des KGB und der Stasi beziehungsweise deren Vorgängerorganisationen.
In der Folge wurden bis Ende 1953 alle Anlagen auf einen betriebssicheren Zustand gebracht und die Leistungskapazität des Hydrierwerks auf jährlich 600.000 Tonnen synthetische Produkte gesteigert. Zum Sortiment gehörten insbesondere Benzin, Diesel, Spindelöl, Maschinenöl, Treibgas, Phenolöl, Paraffin und Schwefel. Es durften auch Bedarfsartikel für die Bevölkerung produziert werden, deren Anteil an der Gesamtproduktion zwar sehr gering, aber deren Vielfalt durchaus beachtlich war. Dazu gehörten beispielsweise Seife, Fahrradöl, Waschbenzin, Schuhcreme, Bohnerwachs, Feuerzeugbenzin.
Dabei war das Hydrierwerk Zeitz nicht das einzige wieder aufgebaute deutsche Benzinwerk. Während in den Westzonen ein Verbot für die Herstellung synthetischer Kraftstoffe bestand, gingen in der Ostzone sämtliche Großanlagen der Brabag in Magdeburg, Böhlen und Schwarzheide, der IG Farben in Leuna, der ASW in Espenhain, der DEA in Deutzen und Rositz sowie zahlreiche Schwelereien wieder mit Tag- und Nachtschichten in Betrieb. Weniger als ein Drittel der Gesamtproduktion dieser Werke konnte für den heimischen Bedarf verwendet werden. Die Anlagen leisteten acht Jahre den substanziell bedeutendsten Beitrag zur Kraftstoffversorgung der sowjetischen Bedarfsträger.
Ab April 1952 gestattete die SMAD der DDR den etappenweisen „Rückkauf“ von Braunkohle- und Hydrierwerken. Jedoch wurden erst nach dem Volksaufstand vom 17. Juni 1953 die Reparationsleistungen mit Wirkung zum 1. Januar 1954 vollständig eingestellt. Als linientreues Unternehmen fanden im Hydrierwerk Zeitz 1953 keine Demonstrationen statt. Das heißt, die Belegschaft beteiligte sich nicht an dem Volksaufstand. Sie hatte bereits im Vorwege Lohnerhöhungen erhalten, bekam nach Gründung einer eigenen Arbeiterwohnungsbaugenossenschaft (AWG) schneller eine Wohnung und profitierte von kürzeren Arbeitszeiten sowie einer besseren Lebensmittelversorgung. Unter anderem diente nach 1945 das ehemalige Feierabendhaus der Brabag mit seinen Sportanlagen bis 1989 als werkseigener Gutshof für die Versorgung der Werksküche. Ab 1953 verfügte das Gut über eine landwirtschaftliche Fläche von rund 25 Hektar mit 272 Schweinen, elf Rindern, zehn Schafen, vier Pferden und zahlreichem Geflügel. Angebaut wurden Sommer- und Wintergerste, Roggen, Hafer, Raps, Luzerne, Kartoffeln und Rüben. Ferner umfasste das Gut eine großflächige Gewächshausanlage für einen breitgefächerten Gemüseanbau. Die Versorgungskapazität der Küche lag bei täglich 4000 Personen.
Als Ersatz für das nationalsozialistische Feierabendhaus errichteten ab Oktober 1949 nach sowjetischem Vorbild sogenannte Subbotniks ein Klubhaus. Nach einigen Anbauten mit einem Festsaal für 1000 Personen erhielt es den Namen Kulturhaus Marx-Engels. Gefolgschaftsabende hießen nun Brigadeabende. Außerdem durften die Hydrierwerker eine neue Betriebssportgemeinschaft (BSG Chemie Zeitz) gründen, deren Fußballer 1948/49 von der Kreisklasse in die Landesliga und in der folgenden Saison in die DDR-Oberliga aufstiegen. Ebenso erfolgreich waren die Männer der Sektion Faustball, die bei den DDR-Meisterschaften wiederholt den 1. Platz errangen. Ferner gab es betriebliche Sportgemeinschaften für Handball, Tennis, Kanu, Radsport, Kegeln, Rollsport und Schach. Eines der wirksamsten Agitations- und Propagandamittel war der Betriebsfunk, der ab Juni 1951 täglich mit einem Pflicht- und einem Wahlprogramm auf Sendung ging. Während der Übertragung des Pflichtprogramms wurde das Wahlprogramm automatisch stummgeschaltet. Erhalten blieb der Betriebsfunk bis 1990.
Das Werk galt in der DDR als Triumph der „sozialistischen Technik“ und als Beweis für die „brüderliche Zusammenarbeit“ mit der Sowjetunion. Selbst noch 1999 wurden in einer Chronik die „Errungenschaften der Hydrierwerker auf technischem und sozialem Gebiet nach 1945“ gelobt. Dies waren jedoch keine eigenen Errungenschaften. Die Technik stammte aus der NS-Zeit, selbst die sozialen Leistungen waren weitgehend adaptiert. Das Werk existierte bis 1954 nur aus einem Grund, der Produktion von Kraftstoffen für die Sowjetunion. Danach führte die DDR nichts anderes als die im Dritten Reich praktizierte Autarkiepolitik bis 1989 fort. Bereits 1954 war es ein veraltetes Chemiewerk, das mit seinen Kohleverflüssigungsanlagen unter marktwirtschaftlichen Bedingungen faktisch keinen Bestand haben konnte. Ein Mitglied der Direktion des Hydrierwerks hielt nach der Wende fest:

„Im Hydrierwerk Zeitz arbeiteten wir mit Maschinen und Anlagen, die 1937 gebaut, im Krieg zerbombt und dann wieder zusammengebaut wurden. Bis zum Schluss. Die Arbeiter, die Schlosser schufen Ersatzteile mit der Hand, damit die Dinger liefen. Wir hatten Arbeitsplätze, die menschenunwürdig waren, zum Beispiel die Teerverarbeitung. Es gab dort Filterpressen, deren Platten mit Tüchern und Filterpapier belegt waren, durch die der Teer mit 3 Atü gepresst wurde. Wenn dann die Pressen voll waren, mussten sie mit der Hand geöffnet und mit dem Spachtel abgekratzt werden. Das musste auch ich als Lehrling tun. Wie viele da an Krebs starben, weiß ich nicht.“

## VEB Hydrierwerk Zeitz
Das Werk gehörte zu den letzten 33 SAG-Betrieben, die am 31. Dezember 1953 aus der sowjetischen Kontrolle entlassen und in das Volkseigentum der DDR überführt wurden. Vom 1. Januar 1954 bis zum 31. Dezember 1968 firmierte das Werk unter der Bezeichnung VEB Hydrierwerk Zeitz. Mit der Bildung des VEB Schmierstoffkombinat Zeitz zum 1. Januar 1969 gelangten fünf Betriebsteile zusätzlich zum VEB Hydrierwerk Zeitz: der
- VEB Mineralölwerk Lützkendorf in Krumpa
- VEB Paraffinwerk „Vorwärts“ Webau in Webau und Werschen
- VEB Schmierfettfabrik Brandenburg in Brandenburg an der Havel
- VEB Montanwachsfabrik Völpke in Völpke
- VEB Mineralölwerk Klaffenbach in Klaffenbach

Nach Schließung der Schmierfettfabrik in Brandenburg kam 1970 der VEB Ceritolwerk Mieste in Mieste zum Kombinatsbetrieb Zeitz. Insgesamt zählte der Komplex etwa 10.000 Beschäftigte. Dieser Schritt war lediglich eine Vorstufe zur Gründung des VEB Petrolchemisches Kombinat (PCK) in Schwedt, dem das Hydrierwerk Zeitz am 1. Januar 1970 als sogenannter Kombinatsbetrieb zugeordnet wurde. Die Firmierung lautete VEB PCK Schwedt, Kombinatbetrieb VEB Hydrierwerk Zeitz und vom 1. Januar 1972 bis zum Mai 1990 VEB Hydrierwerk Zeitz, Kombinatsbetrieb des VEB PCK Schwedt.
Aus dieser Zuordnung ergaben sich fatale Folgen für das Hydrierwerk Zeitz und dessen Betriebsteile. Denn die bis dahin ohnehin bereits klaffenden Lücken bei der Vergabe von Investitionsmitteln für Ersatz und Erneuerungen von Anlagen vergrößerten sich. Die dem PCK zugeteilten Finanzmittel fanden zunehmend zu Gunsten des Stammbetriebs in Schwedt Verwendung. Logische betriebswirtschaftliche Konsequenzen im Kombinatsbetrieb Zeitz waren steigende Instandhaltungskosten, längere Stillstandzeiten, steigender Energieverbrauch, überproportionaler Materialeinsatz und höhere finanzielle Verluste. Vor diesem Hintergrund war es nicht verwunderlich, dass von 4000 Beschäftigten im Hydrierwerk Zeitz ab Mitte der 1970er-Jahre 1000 in der Instandhaltung arbeiteten und trotzdem chronischer Arbeitskräftemangel herrschte.

### Devisenbringer
Die Entwicklung als „Volkseigener Betrieb“ war durch die staatliche Planwirtschaft geprägt. Für das Hydrierwerk Zeitz bestimmte das Chemieprogramm der SED: die
- Produktion von (zusätzlich) Benzol der Güteklasse S (Sondergüteklasse)
- Steigerung der Produktion von Paraffin
- Erweiterung der Produktion von legierten Ölen und Additiven

Für die Benzolproduktion ging 1963 eine neue zusätzliche Anlage mit einer Jahresleistung von 12.000 Tonnen Benzol bei einer Reinheit von 99,4 % in Betrieb. 1968 folgte die Fertigstellung einer Ölvergasungsanlage nach dem Koppers-Totzek-Verfahren, die den ersten Schritt auf dem Weg der Umstellung der Gaserzeugung von Grudekoks über Erdölprodukte zu Erdgas darstellen sollte. Ab 1970 erhielt die Betriebsleitung jährlich eine staatliche Auflage zur Steigerung der Produktion von Konsumgütern. So wurden im Hydrierwerk Zeitz, das eigentlich ein völlig anderes Marktsegment bediente, unter anderem Zierkerzen, Kohlenanzünder, Autopflegemittel und Puppenbetten hergestellt. Der Vertrieb selbst dieser Produkte erfolgte unter der Marke Hyzet, die auch als Synonym für das Werk diente, jedoch nie eine offizielle Firmenbezeichnung war.
Der primäre Betriebszweck bestand weiterhin in der Herstellung von synthetischen Benzin, Dieselkraftstoff, Heizöl, Flüssiggas und Schmierölen. 1963 erhielt die DDR die Möglichkeit, synthetische Mineralölerzeugnisse in Höhe von 20 Millionen DM (West) nach Westdeutschland zu liefern. In der Folgezeit wurden in großen Mengen immer mehr Kraftstoffe und Aromaten, insbesondere Benzol, Diesel und Heizöl zur Devisenerwirtschaftung ins westliche Ausland exportiert. Während der Ölkrise entwickelte sich der Export von Kohlebenzin für die DDR zu einem Milliardengeschäft. Vor allem die Lieferbeziehungen mit West-Berlin wurden erheblich ausgeweitet.
Ein Profiteur der Krise war das Hydrierwerk Zeitz. Um Lieferengpässe im Exportgeschäft zu beseitigen, wurde der Standort im Juni 1974 um eine Erdölraffinerie ergänzt. Die Anlage hatte anfangs einen Durchsatz von jährlich 3 Millionen Tonnen. Der Transport des aus der Sowjetunion stammenden Erdöls erfolgte über die Mineralölverbundleitung Schwedt zum Zwischentanklager Spergau und weiter über einen Abzweig der Pipeline via Böhlen nach Zeitz. Die Erdölraffinerie erhielt eigene Tanklager und separate Verladestation für Kesselwagen, sodass das Betriebsgelände auf 232 Hektar anwuchs.
Nachdem die sowjetischen Genossen äußerst verärgert feststellten, dass die DDR-Führung das billige Erdöl gegen Devisen in den Westen verkaufte, hoben sie 1979 die Festpreise auf und verteuerten das Öl um das Achtfache. Zum Unmut der Moskauer Machthaber setzte die DDR-Führung die Ölexporte fort, woraufhin die UdSSR ab 1982 die Öl-Lieferungen drosselte. Damit blieb der DDR-Industrie nichts anderes übrig, als wieder auf einheimische Braunkohle zurückzugreifen. Republikweit wurden Heizwerke und Dampferzeuger von Öl erneut auf Braunkohle umgestellt und bereits abgeschaltete Kohleverflüssigungsanlagen wieder angefahren. Trotz diesem zentralistischen Gewaltakt floss neben den synthetischen Kraftstoffen eingespartes Erdöl weiterhin devisenbringend gen Westen. Wurden 1981 noch 483.800 Tonnen Benzin exportiert, stieg der Wert ein Jahr später auf 734.500 Tonnen und 1983 auf den Rekordwert von 1.281.500 Tonnen. Bei Diesel stieg die Ausfuhr noch stärker: von 635.800 Tonnen im Jahr 1981 auf 2.428.300 Tonnen im Jahr 1983. Für die DDR bedeuteten diese Öllieferungen, die allein in den Jahren 1982 bis 1986 einen Gegenwert von 3,2 Milliarden Dollar beziehungsweise 8,3 Milliarden Valutamark hatten, eine enorme Entlastung ihrer Zahlungsbilanz.
Die wirtschaftspolitischen Entscheidungen führten auch im Hydrierwerk Zeitz wieder zur verstärkten Verarbeitung heimischer, folglich kohlechemischer Rohstoffe. Das erforderte das Weiterbetreiben der alten und hochgradig verschlissenen Anlagen der Teerverarbeitung und der Energieerzeugung. Mittels einem betriebsintern initiierten Programms zur „Rekonstruktion und Stabilisierung carbochemischer Anlagen“ wurde die Kapazität der Hydrieranlagen auf einen Durchsatz von 700.000 Tonnen erhöht. Der Zustand der Anlagen konnte durch laufende Reparaturen zwar erhalten, jedoch nicht verbessert werden.

### Stasi-Objektdienststelle

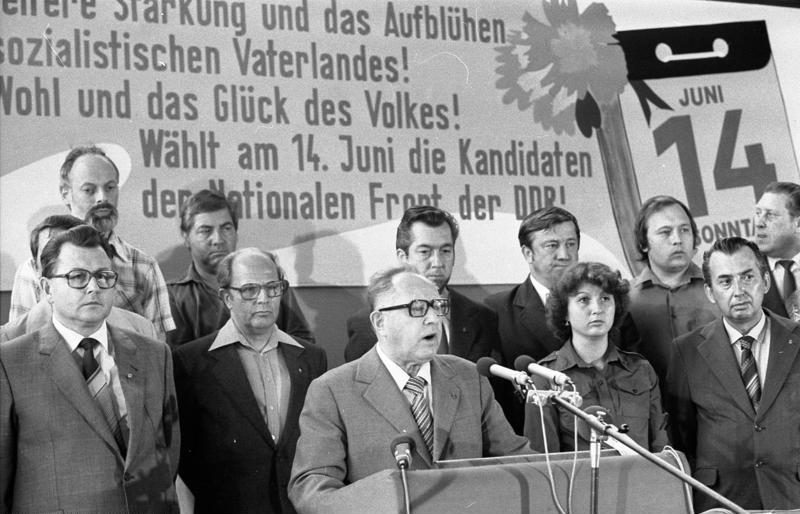
Erich Mielke während eines Wählerforums am 4. Juni 1981 im Hydrierwerk Zeitz/Kulturhaus Marx-Engels

Das Werk war nicht nur als Devisenbringer systemrelevant. Seit 1965 hielt die DDR eine sogenannte Staatsreserve vor. Für Kraftstoffe befand sich eins der größten geheimen Staatsreservelager im VEB Hydrierwerk Zeitz. Diese Reserve diente nicht nur als eiserne Ration oder zivile Notfallreserve, sie wurde auch immer gezielt als politisches Mittel eingesetzt, etwa zur besseren zeitlichen Verteilung der permanenten Unterversorgung des Bevölkerungsbedarfs oder bei bestimmten Ereignissen zur positiven Selbstdarstellung, wie Parteitage, Wahlen oder Staatsbesuche, um beispielsweise ein negatives Erscheinungsbild mit langen Warteschlangen vor Tankstellen zu verhindern.
Als energiepolitisches Schlüsselunternehmen stand das Werk unter besonderer Überwachung des Ministeriums für Staatssicherheit (MfS). Die Stasi besaß auf dem Betriebsgelände eine sogenannte Objektdienststelle (OD) mit mehreren Räumen. Zu der verdeckten Einrichtung gehörten Operativgruppen (OG). Deren Aufgabe war allgemein die Bekämpfung von Sabotage und Spionage, die Aufklärung von Havarien, Bränden und Kriminalität, sowie die Verhinderung von Störungen und Schäden.
Hinzu kam die „Unterstützung“ in personellen und wirtschaftlichen Angelegenheiten. So besaßen die Mitarbeiter des MfS das Recht, zu allen Problemen der Betriebsleitung, durch die Fragen der staatlichen Sicherheit berührt waren, Stellung zu nehmen und Vorschläge zu unterbreiten. Damit waren sie befugt, Forderungen gegenüber den zuständigen Stellen zu erheben. Zu diesem Eingriffsrecht zählte vor allem die sogenannte Kadersicherung. Die systematische Überprüfung ausgewählter Personen begann bereits im Jahr 1955. Zugang hatten die Angestellten der OD zu nahezu allen betriebsinternen Unterlagen, auch zu Personalakten. Sie mischten sich nicht nur in Fragen der Personalpolitik ein, sie suchten vermeintliche „Schädlinge“ und platzierten eigene Mitarbeiter in Schlüsselpositionen.
Grundsätzlich gab es in jeder Abteilung und jeder Brigade einen, oder gleich mehrere Zuträger. Die Betriebsdirektoren des Hydrierwerks Zeitz arbeiteten als sogenannte Partner des politisch-operativen Zusammenwirkens nicht nur mit der Stasi zusammen, sie gehörten bis Oktober 1989 zur Nomenklatura und standen in ständiger Verbindung zum ZK. Dazu kamen mehrere Führungskräfte, die als IM für die politische Entwicklung sowie Erziehung ihrer Mitarbeiter zuständig waren. Nicht wenige spätere hauptamtliche MfS-Funktionäre begannen ihre Karriere im Hydrierwerk Zeitz. Einer der bekanntesten war Harry Mittenzwei, der sich vom FDJ-Sekretär des Hydrierwerks zum Abteilungsleiter der Hauptverwaltung A des Auslandsgeheimdienstes hocharbeitete (HVA A XIX).
Welche Bedeutung das MfS dem Werk beimaß, wird allein daran deutlich, dass Erich Mielke eine Art Patenschaft für den Betrieb übernahm und als Mitglied der Volkskammer den Kreis Zeitz 1958 mit zu seinem Wahlkreis erhob. Bis 1989 besuchte Mielke ständig das Werk und ließ sich regelmäßig im Kulturhaus Marx-Engels von 800 bis 1000 geladenen Werktätigen und bestellten Claqueuren feiern. Der Einfluss der Staatssicherheit auf das Hydrierwerk, den Ort Tröglitz und die umliegenden Gemeinden ist seit 2022 Gegenstand eines längerfristigen Forschungsprojekts der Beauftragten des Landes Sachsen-Anhalt zur Aufarbeitung der SED-Diktatur. Im Bundesarchiv des BStU Außenstelle Halle befinden sich noch 11,37 lfm Sachakten und Karteien, welche nur vereinzelte Aspekte der Arbeit der OD und KD (Kreisdienststelle) zwischen 1951 und 1989 widerspiegeln.
Wie ausgereift die Konspiration schon in frühen Jahren gewesen sein muss, belegt eine 1968 verfasste Diplomarbeit eines angehenden Majors der HVA mit dem sperrigen, aber vielsagenden Titel: „Die Organisierung der politisch-operativen Kontrolle und Gestaltung der offiziellen Zusammenarbeit zwischen den Organen des MfS, KD Zeitz und der Werkdirektion des VEB Hydrierwerk Zeitz beim Aufbau des Werkes zur Absicherung der Personen, die im Rahmen der intersystemaren Außenwirtschaftsbeziehungen in die DDR einreisen.“ Im Sprachgebrauch in der DDR waren mit intersystemaren Außenwirtschaftsbeziehungen Geschäftsverbindungen zum kapitalistischen Ausland gemeint, auch Nichtsozialistisches Wirtschaftsgebiet (NSW) genannt.
Berichte verfassten die Mitarbeiter der Staatssicherheit nicht nur bei Besuchen westlicher Vertragspartner. Ein Dokument belegt beispielsweise, dass ein IM zwischen 1955 und 1956 regelmäßig Verhandlungsinhalte einer Delegation der Volksrepublik China mit Vertretern des Ministeriums für Kohle und Energie und Ingenieuren des VEB Hydrierwerk Zeitz über die Errichtung eines Hydrierwerkes in China an die OD weitergab. Es handelte sich dabei nicht nur um fachliche Informationen. Auch über das Verhalten und die Neigungen einzelner Gäste und Kollegen sowie einzelner Vertreter des Ministeriums wurde rapportiert.
Zu weiteren Tätigkeiten der OD gehörte die Beschattung von Vertragsarbeitern aus Vietnam, Kuba und Angola, die ab Ende der 1970er-Jahre den permanenten Arbeitskräftemangel entgegenwirken sollten. Sie wurden in Arbeiterwohnheimen (ehemalige Häftlings- und Flüchtlingsbaracken in Rehmsdorf) untergebracht, Kontakte außerhalb offizieller Feierstunden waren unerwünscht. Freundschaften und Liebesbeziehungen sollte es nicht geben. Im Falle einer Schwangerschaft mussten Frauen abtreiben oder den Heimweg antreten. Die Dokumente zeigen Missstimmungen zwischen den deutschen Arbeitskräften und den Ausländern; und sie zeigen zugleich, wie sorgfältig die Stasi diese Missstimmungen registrierte. Beide Seiten werden dabei nachvollziehbar: Die Lage der Ausländer und die Lage der deutschen Werktätigen.
Ungeschminkte Analysen verfassten die OD-Mitarbeiter zunehmend auch über die desaströsen Zustände der Betriebsanlagen, die freilich strengster Geheimhaltung unterlagen. Im Ergebnis stellten sie fest, dass bei einer Reihe von Gebäuden und Anlagen die Produktionssicherheit nicht mehr gewährleistet war und „für die in diesen Anlagen arbeitenden Werktätigen eine ständige erhebliche Gefährdung ihres Lebens und ihrer Gesundheit“ bestand. In einem vom MfS veranlassten Bericht aus dem Jahr 1981 über bauliche Mängel ist unter anderem festgehalten:

„Im VEB Hydrierwerk Zeitz sind zwei in Stahlbetonbauweise errichtete Grudebunker (Baujahr 1938) durch Risse des Betons und der Bewehrung stark einsturzgefährdet. Aufgrund zu geringer betriebseigener Baukapazitäten blieben die seit drei Jahren durchgeführten Sanierungsmaßnahmen praktisch wirkungslos. Beim möglichen Zusammentreffen entsprechend vielfältiger statischer Beanspruchungen kann ein Versagen der Konstruktion und damit verbunden eine akute Gefährdung der an der Anlage beschäftigten Werktätigen eintreten. Der bis in die 1990er-Jahre vorgesehene Weiterbetrieb der technologisch völlig veralteten Anlage macht dringend Sanierungsarbeiten erforderlich.“

## Hydrierwerk Zeitz GmbH
Verbunden mit dem Zusammenbruch der DDR wurde der VEB Hydrierwerk Zeitz zum 1. Juli 1990 aus dem PCK Schwedt herausgenommen und am 9. Juli 1990 zur Hydrierwerk Zeitz GmbH umgewandelt. Gesellschafter war die Treuhandanstalt (kurz Treuhand), die versuchte, das Unternehmen schnellstmöglich zu privatisieren. Zum Geschäftsführer berief die Treuhand den bisherigen Werksleiter des VEB Hydrierwerk Zeitz, Dr. Peter Schwarz, der bis dahin als hervorragender Kommunist und Verfechter der SED-Politik galt. Unter seiner Ägide erfolgte der Abbau Tausender Arbeitsplätze: Von einst 4000 Beschäftigten verloren 800 bis Februar 1992 und bis Ende 1993 weitere 1600 ihr Beschäftigungsverhältnis. Bis Ende 1995 verringerte sich die Belegschaft dann nochmals um die Hälfte.
Bereits am 8. Februar 1990 hatte die Regierung Modrow die Stilllegung sämtlicher Schwelwerke beschlossen. Inoffiziell waren diese schon Mitte der 1970er-Jahre vom Umweltministerium der DDR als Hauptursache der Umweltverschmutzung in den mitteldeutschen Industrieregionen erkannt worden. Der Beschluss zog zwangsläufig die Stilllegung der Anlagen speziell in Böhlen, Rositz, Espenhain, Leuna, Webau, Deuben und Profen nach sich. Diese Schwelereien waren die Hauptlieferanten des Braunkohlenteers für das Hydrierwerk Zeitz, sodass die Verarbeitung carbochemischer Produkte eingestellt werden musste. Die vollständige Abschaltung der Winkler-Generatoren erfolgte am 13. Juni 1990, hingegen ging das mit Schwelkoks betriebene werkseigene Kraftwerk erst zwei Jahre später außer Betrieb. Planmäßig erfolgten ab 1992 der Abriss aller Altanlagen und die Beräumung der Flächen.
Die Suche nach einem Investor verlief erfolglos. Nach der Abschaltung der Hydrieranlagen steigerte die Werksleitung die Menge des verarbeiteten Erdöls auf 3,6 Millionen Tonnen. Trotz dieser Produktionssteigerung war die Hydrierwerk Zeitz GmbH nicht in der Lage, mit Gewinn zu arbeiten. Sehr schnell wurde deutlich, dass die Raffinerie keine ausreichenden Deckungsbeiträge erwirtschaften konnte. Ab 1992 arbeitete das Unternehmen mit einem Verlust von jährlich 200 Millionen DM. Dies war nicht allein auf äußere Faktoren, sondern zum Teil auf fehlende marktwirtschaftliche Kenntnisse der Geschäftsleitung zurückzuführen.
So hatte in den neuen Bundesländern die Motorisierung sprunghaft zugenommen, aber für den schlagartig gewachsenen Bedarf wurde zu wenig bleifreies Benzin und schwefelarmer Dieselkraftstoff erzeugt. Vor allem die Entschwefelungskapazitäten waren deutlich zu gering für die mögliche Erdölverarbeitung bemessen. Darüber hinaus verfügte die Gesellschaft über keine eigenen Tankstellen oder entsprechende Kooperationen und demzufolge für Mineralölprodukte über keine eigene Absatzorganisation. Treibstoffe wurden über die Minol vermarktet, die ebenfalls privatisiert werden sollte. Der Transport der Kraftstoffe erfolgte ausschließlich über die Schiene. Das heißt, die Hydrierwerk Zeitz GmbH war selbst überhaupt nicht fähig, ihre Produkte direkt an Endabnehmer, beispielsweise Freie Tankstellen auszuliefern.
Als schwerwiegendes K.-o.-Kriterium kam die Ausstattung der Umwelttechnik dazu, die nicht den gesetzlichen Anforderungen der Bundesrepublik entsprach. In der Instandhaltung summierte sich ein bedeutender Nachholbedarf. Dazu hatten sich erhebliche Altlasten angehäuft. Versickerte Treib- und Schmierstoffe befanden sich tonnenweise im Untergrund. Um den Markt- und Umweltschutzanforderungen zu genügen, hätte erheblich investiert werden müssen. Das allerdings erforderte Kapital, über das die Raffinerie Zeitz nicht verfügte. Im Kontext wurde später bekannt, dass die Treuhand bereits im Juli 1992 einen Vertrag mit der Elf Aquitaine über den Neubau einer Raffinerie in Leuna-Spergau und den Ausbau des Tankstellennetzes in Mitteldeutschland unterschrieben hatte. Darin verpflichtete sich die Treuhand unter anderem zur Stilllegung der Erdölverarbeitung in Zeitz. Das Weiterbetreiben einer zweiten Raffinerie in Sachsen-Anhalt wurde als „ökonomisch nicht vertretbar“ eingestuft.
Nachdem alle angestrebten Privatisierungen gescheitert waren, folgte am 5. September 1995 von der Bundesanstalt für vereinigungsbedingte Sonderaufgaben (BvS), als Nachfolgerin der Treuhandanstalt, der endgültige Beschluss, die Erdölverarbeitung zum 31. Dezember 1995 einzustellen und alle Anlagen bis spätestens 30. Juni 1996 abzufahren. Zu diesem Tag erhielten die noch verbliebenen 735 Beschäftigten die betriebsbedingte Kündigung. Einige fanden in der Sanierungsgesellschaft eine neue Tätigkeit.

## Gegenwart
Das Areal des ehemaligen Hydrierwerks steht auf Platz 4 von sieben industriellen Altlastenstandorten in Sachsen-Anhalt mit besonders schwerwiegenden Verunreinigungen von Luft, Boden und Grundwasser, deren Sanierung einen sehr hohen finanziellen Aufwand erfordert. Bei Bauarbeiten werden alljährlich Blindgänger entdeckt. Noch immer befinden sich tonnenweise Treib- und Schmierstoffe im Boden, die nach den Luftangriffen im Zweiten Weltkrieg versickerten. Etwa 22.000 Tonnen Rohöle, Teere, Kraftstoffe, Benzin, Diesel, Phenolöle, Natronlauge und andere flüssige Stoffe drangen ins Erdreich. Sie blieben in der DDR-Zeit völlig unbeachtet.
Seit Januar 2007 ist das Gelände Modellstandort für den internationalen Forschungs- und Technologietransfer auf dem Gebiet der Altlastensanierung. Das Ökologische Großprojekt (ÖGP) Hydrierwerk Zeitz umfasst das frühere Werksgelände mit seinem Alt- und Neuwerk sowie weitere Außenflächen. Die Bodenverunreinigungen sollen durch die Landesanstalt für Altlastenfreistellung des Landes Sachsen-Anhalt schrittweise eingedämmt oder entfernt werden. Im Einsatz ist unter anderem eine Pilotanlage zur Grundwassersanierung, die den Boden mit heißem Dampf reinigt. An dem Projekt sind die Universitäten Kiel und Stuttgart sowie das Helmholtz-Zentrum für Umweltforschung (UFZ) beteiligt.
Auf dem Betriebsgelände entstand nach 1996 schrittweise der Chemie- und Industriepark Zeitz. In den vergangenen Jahren haben sich mehrere Unternehmen, hauptsächlich klein- und mittelständische Betriebe, angesiedelt. Das Gelände ist vollständig erschlossen und bietet die für Gewerbe und Industrie erforderliche moderne Infrastruktur. Da die Altlasten ein Handicap bei der Ansiedlung von Investoren sind, wurde der Standort als ökologisches Großprojekt von Altlasten freigestellt. Das bedeutet, dass die Kosten für die Sanierung nicht von Investoren getragen werden müssen.
Allein bis 2012 wurden aus Steuermitteln mehr als 100 Millionen Euro in die Sanierung, den Ausbau und die Neuerrichtung der Infrastruktur investiert. Für die Erweiterung der Entsorgungs- und Aufbereitungsanlagen sowie die Baufeldfreimachung flossen bis Ende 2016 weitere 13 Millionen Euro. Für den Zeitraum 2017 bis 2023 betrugen die Gesamtausgaben für das ÖGP Hydrierwerk Zeitz nochmals rund 32,5 Millionen Euro. Dessen ungeachtet schreibt die Servicegesellschaft im Chemiepark Zeitz seit 2021 rote Zahlen und meldete im Februar 2024 den Bedarf einer erneuten Förderung von 70 bis 140 Millionen Euro an.